# Anice Badri
Anice Badri (ur. 18 września 1990 w Lyonie) – tunezyjski piłkarz francuskiego pochodzenia występujący na pozycji napastnika w tunezyjskim klubie Espérance oraz w reprezentacji Tunezji. Wychowanek Monts d'Or Azergues, w swojej karierze grał także w takich zespołach jak Lille B oraz Royal Excel Mouscron.